# 애수의 언덕
"애수의 언덕"은 1969년 공개된 대한민국의 영화이다.

## 배역
- 김정철
- 고은아
- 전양자
- 황정순
- 최남현